# Chris John (Boxer)
Chris John (* 14. September 1979 in Jakarta als Yohannes Christian John) ist ein indonesischer Boxer und ehemaliger Superweltmeister der WBA im Federgewicht.

## Profikarriere
John begann 1998 mit dem Profiboxen. Im Jahr 1999 gewann er die indonesische Meisterschaft und 2001 den panasiatischen Titel im Federgewicht.
Im September 2003 gewann er in seiner Heimat den Interimtitel der WBA. Er bezwang den kolumbianischen Rechtsausleger Oscar León durch einen knappen Punktsieg. Später wurde dieser Titel zum „regulären“ WBA-Titel aufgewertet, als Juan Manuel Márquez zum WBA-Superchampion ernannt wurde, da Márquez zu diesem Zeitpunkt sowohl die Weltmeistertitel der WBA und der IBF besaß. 2004 bestritt John seinen bisher einzigen Kampf außerhalb Indonesiens, als er in einer Titelverteidigung den Japaner Osamu Sato in Tokio nach Punkten besiegte.
2005 bezwang er Ex-Weltmeister Derrick Gainer, ging aber in der ersten Runde zu Boden. Im selben Jahr verlor Márquez seinen Titel und John stieg zum alleinigen WBA-Titelträger auf. Er wurde dadurch zum erst dritten indonesischen Weltmeister im Profiboxen.
Márquez reiste dann im März 2006 nach Indonesien, um seinen Titel zurückzugewinnen, verlor aber sensationell und umstritten nach Punkten, was John erstmals großes Interesse in der internationalen Presse einbrachte. Inzwischen hat er seinen WM-Titel 15-mal verteidigt.

## Wushu
Neben seiner Boxkarriere ist John auch erfolgreich im Wushu. So gewann er unter anderem die nationale Meisterschaft, die Goldmedaille bei den Südostasienspielen 1997 in Jakarta und Bronze 2001 in Kuala Lumpur.